# 琉球政府章典
琉球政府章典（りゅうきゅうせいふしょうてん、英: Provisions of the Government of the Ryukyu Islands）は、琉球列島米国民政府が制定した布令。アメリカ施政権下の沖縄における憲法的な法令である。第7章第36条から構成されている。琉球政府の設立よりも詳細に規定している。琉球政府の組織規定にとどまらず、管轄区域や首都（那覇市）の法定化、住民の権利義務、市町村との関係について定めている。
住民の権利義務については日本国憲法第3章（国民の権利及び義務）の条文を、市町村との関係については日本国憲法第8章（地方自治）の条文を参考にしている。
公布施行から沖縄の本土復帰に伴う廃止までの20年余りの間に、15回の改正がなされた。

## 構成
- 第1章 総則（第1条~第2条）
- 第2章 住民の地位、権利及び業務（第3条~第6条）
- 第3章 行政府の組織及び運営（第7条~第17条）
- 第4章 立法院の組織及び運営（第18条~第28条）
- 第5章 裁判所の組織及び運営（第29条~第30条）
- 第6章 市町村との関係（第31条~第34条）
- 第7章 雑則（第35条~第36条）
- 附則